# Marie-Charles Damoiseau
Marie-Charles-Théodore de Damoiseau de Montfort (Barón de Damoiseau) (6 de abril de 1768, Besanzón-6 de agosto de 1846) fue un astrónomo francés, conocido por sus tablas lunares (confeccionadas utilizando las leyes de la gravitación universal exclusivamente).

## Semblanza
Damoiseau era originalmente oficial de artillería, pero abandonó Francia en 1792 durante la Revolución francesa, trabajando como director asistente del Observatorio de Lisboa antes de regresar a Francia en 1807.
En 1825 fue elegido miembro de la Academia de Ciencias de Francia, siendo también miembro del Bureau des Longitudes.
Es conocido por las tablas de posiciones lunares que publicó entre 1824 y 1828.

## Trabajo científico

### Teoría de la Luna
En 1818 Laplace propuso que la Academia de Ciencias de Francia de París instaurase un premio para ser otorgado a quien fuese capaz de elaborar unas tablas lunares precisas exclusivamente basadas en la ley de la gravitación universal. En 1820 el premio fue otorgado (por un comité del cual Laplace era miembro) a Carlini y Plana; y a Damoiseau.

### Satélites de Júpiter
Véase también
- David P. Todd, A continuation of de Damoiseau's tables of the satellites of Jupiter, to the year 1900, 1876
- John Couch Adams, Continuation of Tables I. and III. of Damoiseau's Tables of Jupiter's satellites, 1877

## Reconocimientos
- Medalla de oro de la Real Sociedad Astronómica en 1831.
- Miembro Extranjero Honorario de la Academia Estadounidense de las Artes y las Ciencias en 1832.[2]
- El cráter lunar Damoiseau lleva este nombre en su honor.

## Manuscritos
El observatorio de París conserva un gran conjunto de manuscritos de Damoiseau. (Ver Manuscritos Damoiseau en )

## Publicaciones
- Éphémérides náuticas, ou Diario astronómico para 1799 [-1805] calculado no Observatorio real da marinha (8 volumes, 1798–1802)
- Memoria relativa aos eclipses do sol visiveis em Lisboa, desde 1800 até 1900 inclusivamente (1801)
- Tables de la lune, formées par la seule théorie de l'attraction et suivant la división de la circonférence en 400 degrés (1824)
- Tables de la lune, formées par la seule théorie de l'attraction et suivant la división de la circonférence en 360 degrés (1828)
- Tables écliptiques des satellites de Jupiter, d'après la théorie de leurs attractions mutuelles et les constantes déduites des observations (1836), en Google Books.